# Special Olympics Isle of Man
Special Olympics Isle of Man (englisch: Special Olympics Isle of Man) ist der Verband von Special Olympics International auf der Isle of Man. Sein Ziel ist die Förderung von Sport für Menschen mit geistiger Beeinträchtigung und die Sensibilisierung der Gesellschaft für diese Mitmenschen. Außerdem betreut er die Athletinnen und Athleten der Isle of Man bei den Special Olympics Wettkämpfen.

## Geschichte
Special Olympics Isle of Man wurde 1985 mit Sitz in Glen Vine gegründet.

## Aktivitäten
2019 waren 110 Athletinnen, Athleten und Unified Partner sowie 17 Trainer bei Special Olympics Isle of Man registriert.
Der Verband nahm 2022 an den Programmen Law Enforcement Torch Run (LETR), Athlete Leadership und Unified teil, die von Special Olympics International ins Leben gerufen worden waren.

### Sportarten
Folgende Sportarten wurden 2022 vom Verband angeboten:
- Badminton (Special Olympics)
- Boccia (Special Olympics)
- Bowling (Special Olympics)
- Fitness
- Floorball
- Fußball (Special Olympics)
- Golf (Special Olympics)
- Leichtathletik (Special Olympics)
- Schneeschuhlaufen (Special Olympics)
- Schwimmen (Special Olympics)
- Turnen (Special Olympics)

### Teilnahme an Weltspielen vor 2020
(Quelle: )
• 2007 Special Olympics World Summer Games, Shanghai, China (25 Athletinnen und Athleten)
• 2009 Special Olympics World Winter Games, Boise, USA (18 Athletinnen und Athleten)
• 2011 Special Olympics World Summer Games, Athen (27 Athletinnen und Athleten)
• 2013 Special Olympics World Winter Games, PyeongChang, Südkorea (15 Athletinnen und Athleten)
• 2015 Special Olympics World Summer Games, Los Angeles, USA (25 Athletinnen und Athleten)
• 2017 Special Olympics World Winter Games, Graz-Schladming-Ramsau, Österreich (12 Athletinnen und Athleten)
• 2019 Special Olympics, World Summer Games, Abu Dhabi (17 Athletinnen und Athleten)

### Teilnahme an den Special Olympics World Summer Games 2023 in Berlin
Special Olympics Isle of Man nahm an den Special Olympics World Summer Games 2023 teil. Die Delegation wurde vor den Spielen im Rahmen des Host Town Program von Warendorf betreut und bestand aus 30 Personen. Das Team gewann bei diesen Weltspielen vier Gold-, vier Silber- und zehn Bronzemedaillen.

### Teilnahme an Weltspielen nach 2023
- 2025 Special Olympics World Winter Games, Turin, Italien (4 Athletinnen und Athleten)[5]